# Глориавейл
Глориавейл (англ. Gloriavale Christian Community) — христианская коммуна, расположенная в посёлке Хаупири (англ. Haupiri) региона Уэст-Кост Новой Зеландии. В мае 2018 года в ней проживало не менее 500 человек. Имущество коммуны с 2008 года формально является собственностью зарегистрированной благотворительной организации.

## История
Эта организация была основана в 1969 году Нейвиллом Купером (англ. Neville Cooper), евангелистом, родившимся в Австралии и приглашённым проповедовать в Новую Зеландию. До создания новой религиозной организации Купер был членом евангелической миссии «Голос избавления» (англ. Voice of Deliverance Evangelist Mission); в 1965 году он выжил в авиакатастрофе на юго-востоке Квинсленда.
Первоначально организация называлась «Христианская община „Спрингбэнк“» (англ. Springbank Christian Community) и базировалась недалеко от города Крайстчерч. Со временем количество участников организации увеличилось настолько, что им стало не хватать прежних владений. Тогда они приобрели участок земли в 60 км от Греймута в долине Хаупири, и в течение 1991—1995 годов постепенно переселились туда. Своё новое поселение они назвали Gloriavale (в буквальном переводе — «Долина Славы»), а свою организацию — Христианская община Глориавейл (англ. Gloriavale Christian Community).
В 1995 году Нейвилла Купера осудили за сексуальные домогательства и он почти год провёл в заключении. Обвинение было основано на свидетельских показаниях его сына и молодой женщины, сбежавшей из поселения. Затем Нейвилл Купер поменял имя на Хоупфул Кристиан (англ. Hopeful Christian).
27 мая 2022 года руководство Глориавейл принесло публичные извинения за домогательства, эксплуатацию детского труда и другие злоупотребления по отношению к детям, имевшие место в общине, и заявило, что в Глориавейл многое изменилось после того, как прежний лидер ушёл в отставку в 2018 году. Руководители организации согласились, что молодые люди вправе сами решать, оставаться ли им в Глориавейл или покинуть это поселение и выйти из общины. Для предотвращения новых нарушений сексуального характера руководство Глориавейл создало «Управленческую команду по защите детей» (англ. Child Protection Leads team), ответственная перед «Орангой Тамарики» — новозеландским министерством по делам детей, а также приняли внутренние новые правила защиты детей общины, по которым допускалось и даже поощрялось, чтобы члены общины, узнавшие о ненадлежащем обращении с малолетними, сообщали об этом в «Управленческую команду по защите детей», полицию или «Орангу Тамарики». Изменили режим работы таким образом, чтобы после трёх часов дня родители могли проводить больше времени со своими детьми. Через несколько дней, 31 мая, свои должности в Глориавейл покинули два начальника: Фервент Стедфаст (Fervent Steadfast) — финансовый контролёр, обвинённый в причастности к нарушениям трудового законодательства, и Фейзфул Пилгрим (Faithful Pilgrim) — бывший директор школы в Глориавейл, ещё в 2020 году ушедший с той должности из-за выявленных случаев недостаточного обеспечения безопасности учащихся.

## Вероучение и деятельность
Некоторые сторонние люди называли словом «купериты» (англ. Cooperites) членов организации Нейвилла Купера, однако сами члены организации отвергают такое наименование и называют себя просто христианами. Исповедуемое ими вероучение можно отнести к христианскому фундаментализму; оно основано на весьма буквальной и строгой трактовке Нового Завета. Члены общины верят, что единственный путь к спасению души — вера в Иисуса Христа и выполнение заповедей Божьих, и подражают образу жизни первых христиан Иерусалима, которые (согласно Деян. 2:41—47) обобществляли всё своё имущество.
Вышедшие из общины подвергаются избеганию; даже их родным, оставшимся в Глориавейл, запрещено общаться с бывшими членами коммуны.
Община владеет несколькими коммерческими предприятиями, в том числе молочной фермой и производством почвосмесей из сфагнума, разводит овец и оленей. В 2002 году община создала собственную авиакомпанию Air West Coast, которая существует по сей день, выполняет чартерные и обзорные (экскурсионные) авиарейсы на трёх-четырёх легкомоторных самолётах.
В Глориавейл есть своё частное учебное заведение: Gloriavale Christian Community School, позднее Gloriavale Christian School (рус. Глориавельская христианская школа). Это совмещённый детский сад и школа для детей от одного года до 15 лет. Школа была создана ещё на старом месте расположения общины, и в 1990 году переехала в Уэст-Кост. В 2002 году было 113 учеников, в 2021 — 207.

## Критика
Одна[кто?] христианская антикультовая группа утверждает, что Глориавейл — это «культ, как теологический, так и социологический … Теологически эта группа является христианским культом, но её теология — равно как и практика жизни, на этой теологии основанная — ставят это за пределы христианской веры».